# Kresija, Ljubljana

Palača Kresija je stavba, ki skupaj s Filipovim dvorcem označuje vstop v staro mestno jedro Ljubljane, glavnega mesta Slovenije. Stavba ima status spomenika lokalnega pomena.
Ime palače prihaja iz nemške besede Kreisamt, kar v prevodu pomeni »okrožni urad«.
Nahaja se na Adamič-Lundrovem nabrežju na desni strani Ljubljanice, takoj za Tromostovjem. Meji na Pogačarjev trg, Stritarjevo in Mačkovo ulico. Urbanist Camillo Sitte je načrtoval razširitev prej ozke Špitalske ulice, ki je tekla od Prešernovega trga proti Mestni hiši.

## Zgodovina
Pred potresom leta 1895 sta bili na tem mestu meščanski špital oziroma zavod za betežne, bolne in obubožane ljubljanske meščane. Prvič je omenjen že leta 1326. Ustanovila ga je ogrska kraljica Elizabeta. V začetku so bili v njem samo ljubljanski meščani, od združitve vseh ubožnih zavodov leta 1771, so vanj preselili tudi reveže in otroke od drugod. Ob njem je od leta 1345 do leta 1831 stala ena najstarejših ljubljanskih cerkva, cerkev sv. Elizabete, ki je bila v 16. stoletju središče protestantizma. V njej sta pridigala tudi Primož Trubar in Jurij Dalmatin.
V letih od 1563 do 1598 je bila tukaj stanovska latinska šola, ki je imela stopnjo gimnazije. V letih 1566 in 1582 in 1595 in 1598 je bil ravnatelj Adam Bohorič. V letih 1775 in 1776 je delovala normalka. Vodil jo je do leta 1807 Blaž Kumerdej, jezikoslovec in prevajalec, ki je leta 1772 cesarici Mariji Tereziji predložil načrt šolstva in zahteval pouk v slovenščini. Med letoma 1789 in 1809 je bila v stavbi tudi babiška šola (najstarejša zdravstvena šola, ki je bila ustanovljena že leta 1753). Leta 1811 so vse ustanove razen špitalske uprave preselili, večino v bolnišnico usmiljenih bratov na Ajdovščino, v izpraznjenih prostorih pa uredili prodajalne in stanovanja.
V prvem nadstropju je bil v prvi polovici 19. stoletja (1816 - 1849) v stavbi tudi okrožni urad ali "kresija". 
Do leta 2007 je bil v stavbi Kresije sedež Upravne enote Ljubljana Center. Zdaj je v njej več občinskih uradov, Galerija Kresija in Turistični center za obiskovalce Ljubljane.

## Arhitekturna zasnova
Stavba ima obliko nepravilnega kvadrata in notranje dvorišče. Ima klet, pritličje in tri nadstropja, leta 1980 pa je bilo tudi neizkoriščeno podstrešje preurejeno v mansardo s pisarnami. Stavba je bila večkrat rekonstruirana (1886, 1948) skladno z vsebinami in potrebami služb, ki so bile v njej. Glede na zahteve popotresne gradnje je zanimivo omeniti nekaj konstrukcijskih posebnosti. Stropne konstrukcije nad kletjo so opečni oboki. Nad pritličjem so oboki med jeklenimi nosilci, nad vsemi nadstropji pa so stropne konstrukcije lesene. Ob preureditvi podstrešja v mansardo je bila lesena stropna konstrukcija nadomeščena z jekleno. Obodni zidovi stavbe so povezani z vodoravnimi jeklenimi vezmi v stropovih.
Stavba ima zanimivo neoklasicistično fasado in notranjost. Na vogalu stavbe je stolpič (podobnega ima sosednji Filipov dvorec), ki ponazarja vrata v mesto. Dekoracije spominjajo na barok. Zasnoval jo je graški arhitekt Leopold Theyer, zgrajena pa je bila v letih 1897 in 1898 po ljubljanskem potresu.

## Spominska obeležja
Ob vhodu sta dva kipa: zdravnika Marka Gerbca in avtorja prve slovenske slovnice Adama Bohoriča.
3. 10. 2005 ob 15. obletnici Manevrske strukture narodne zaščite je bila na stavbi Kresija pri Tromostovju v Ljubljani odkrita spominska plošča.